# Hoogspanningslijn Boxmeer-Dodewaard
De hoogspanningslijn Boxmeer-Dodewaard, is een hoogspanningsleiding tussen de plaatsen Boxmeer en Dodewaard in Nederland. De capaciteit van de lijn bedraagt 150 kV en de lijn is 41,7 kilometer lang. Volgens oude netkaarten werd de oorspronkelijke lijn rond 1948 aangelegd.
Op het eerste deel van het traject tussen Boxmeer en Nijmegen staan ET-masten, vanaf het traject van Nijmegen naar Teersdijk staan Ton-type masten. Ter hoogte van de Microweg in Nijmegen staat weer een aantal ET-masten, maar nadat de lijn over de Waal is gegaan tot aan het eindpunt in Dodewaard staan er weer de Ton-type masten.

## Hoogspanningsstations
- Boxmeer
- Cuijk
- Nijmegen-Teersdijk
- Nijmegen
- Dodewaard

Aarle Rixtel-Helmond Oost  .
Boxmeer-Dodewaard   · 
Geertruidenberg-Eindhoven · 
Geertruidenberg-Krimpen  .  
Maasbracht-Boekend  · 
Maasbracht-Boxmeer  .
Maasbracht-Dodewaard  · 
Maasbracht-Eindhoven  ·  
Oss-Uden  .
Uden-Aarle Rixtel  .